# 舍洛普吉諾區
51°40′01″N 117°45′29″E / 51.667°N 117.758°E
舍洛普吉諾區（俄语：Шелопугинский район），是俄羅斯的一個區，位於該國西部，由外貝加爾邊疆區負責管轄，始建於1961年8月24日，面積3,900平方公里，2010年人口8,369，人口密度每平方公里2.15人。